# Kalvsjön, Gästrikland
Kalvsjön är en sjö i Sandvikens kommun i Gästrikland och ingår i Gavleåns huvudavrinningsområde. Sjön har en area på 0,101 kvadratkilometer och ligger 105 meter över havet.

## Delavrinningsområde
Kalvsjön ingår i det delavrinningsområde (673439-154942) som SMHI kallar för Utloppet av Vällingen. Medelhöjden är 109 meter över havet och ytan är 5,6 kvadratkilometer. Det finns ett avrinningsområde uppströms, och räknas det in blir den ackumulerade arean 15,24 kvadratkilometer. Vällingbäcken som avvattnar avrinningsområdet har biflödesordning 3, vilket innebär att vattnet flödar genom totalt 3 vattendrag innan det når havet efter 58 kilometer. Avrinningsområdet består mestadels av skog (84 procent). Avrinningsområdet har 0,67 kvadratkilometer vattenytor vilket ger det en sjöprocent på 12 procent.